# Mary Carson Breckinridge
 Mary Carson Breckinridge (* 17. Februar 1881 in Memphis (Tennessee), USA; † 16. Mai 1965 in Hyden, Kentucky) war eine US-amerikanische Hebamme und Gründerin des Frontier Nursing Service (FNS).

## Leben und Werk
Breckinridge wurde als zweites von vier Kindern in die wohlhabende Familie von Katherine Carson und Clifton R. Breckinridge geboren. Sie war die Enkelin von dem Vizepräsidenten der Vereinigten Staaten John C. Breckinridge, der unter Präsident James Buchanan diente. Ihr Vater diente im Kongress als Repräsentant von Arkansas, als Botschafter für Russland und  war Mitglied der Dawes-Kommission, die sich um finanzielle Zuwendungen für fünf Indianerstämme kümmern sollte. Sie und ihre Schwester wurden zu Hause von Gouvernanten oder ihrer Mutter und Privatlehrern in Washington, D.C., in der Schweiz und in St. Petersburg, Russland, unterrichtet.
1894 zog sie mit ihrer Familie bis 1897 nach Russland, als Präsident Grover Cleveland ihren Vater zum Botschafter der Vereinigten Staaten für dieses Land ernannte. Von 1896 bis 1897 besuchte sie das Internat von Rosemont-Dezaley in Lausanne und beendete ihre Sekundarschulbildung an der Miss Low’s School in Stamford (Connecticut).  Im Mississippi-Delta besuchte sie die Oasis Plantation, die Heimat ihrer Onkel mütterlicherseits und lernte dort reiten.
1904 heiratete sie den Anwalt Henry Ruffner Morrison, der 1906 an den Folgen einer Blinddarmentzündung starb. Sie studierte dann an der St. Luke’s Hospital School of Nursing in New York City, wo sie 1910 einen Abschluss als Krankenschwester erhielt. 1912 heiratete sie den Präsidenten des Crescent College and Conservatory for Young Women in Eureka Springs, Arkansas, Richard Ryan Thompson. In den ersten zwei Jahren ihrer Ehe unterrichtete sie Französisch und Hygiene an der Schule. Sie bekam zwei Kinder, von denen keines die Kindheit überlebte und ließ sich 1920 von Thompson scheiden. Sie nahm dann ihren Mädchennamen wieder an.
Nachdem sie bereits 1918 ihren Mann verlassen hatte, arbeitete sie in den Slums von Washington, D.C. und beaufsichtigte 1918 Krankenschwestern während der Spanische Grippe. Nach dem Krieg verbrachte sie zwei Jahre in Frankreich bei dem Hilfswerk American Committee for Devastated France, einer Gruppe amerikanischer Frauen, die sich freiwillig gemeldet hatten, in Europa zu dienen. Für ihre Arbeit in Frankreich erhielt sie die Medaille Reconnaissance Francaise.

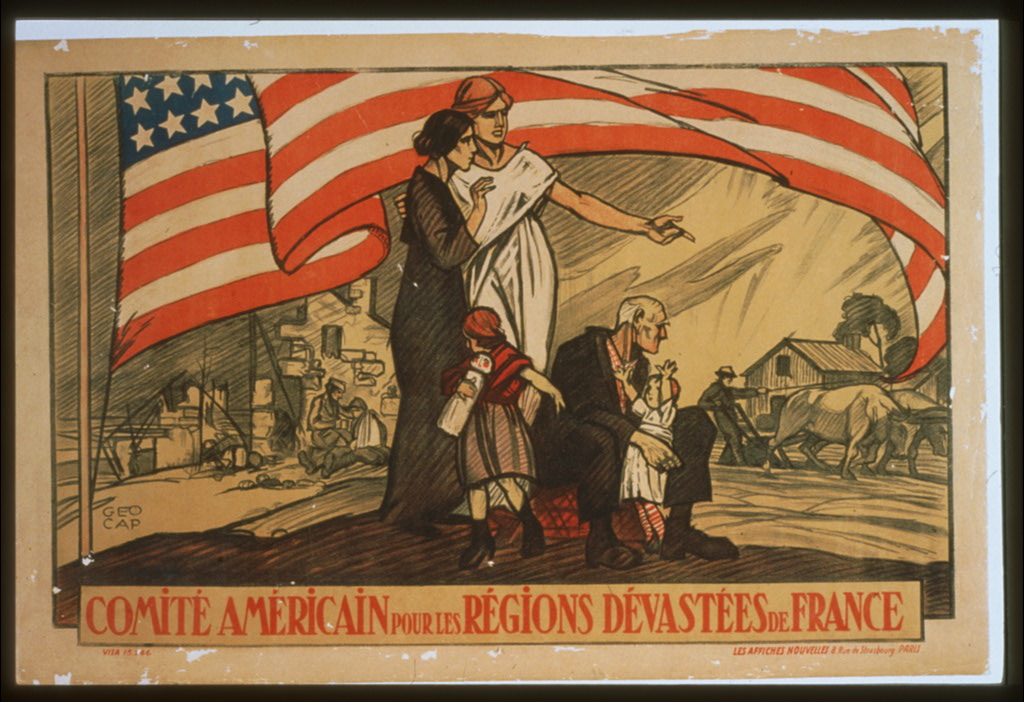
Lithographie: American Committee for Devastated France

## Europäische Modelle für einen Pflegedienst
Im Sommer 1923 ritt sie über 650 Meilen durch Kentucky, um eine Befragung von Hebammen durchzuführen, die durchschnittlich 60 Jahre alt waren. Da damals in den USA kein Hebammenkurs angeboten wurde, kehrte sie im Herbst 1923 nach England zurück, um am British Hospital for Mothers and Babies die erforderliche Hebammenausbildung zu erhalten. Nach einem viermonatigen Intensivkurs wurde sie vom Zentralen Hebammenrat zertifiziert. 1924 reiste sie auf die Hebriden in Schottland, um sich Modelle des Gesundheitswesens in abgelegenen ländlichen Gebieten zu studieren. Der Highlands and Islands Medical and Nursing Service wurde das Modell, nach dem sie den Frontier Nursing Service in Kentucky aufbaute.

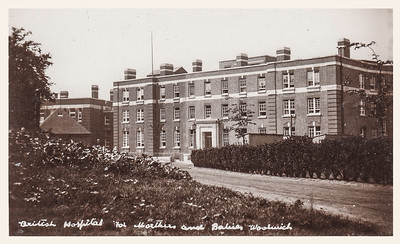
Alte Postkarte des britischen Krankenhauses für Mütter und Babys

## Frontier Nursing Service
1925 organisierte sie mit sechs in England und Schottland ausgebildeten Hebammen das Kentucky Committee for Mothers and Babies, das 1928 in Frontier Nursing Service (FNS) umbenannt wurde. Breckinridge ließ in der Nähe von Hayden in Wendover ein großes Blockhaus bauen, das als ihr Zuhause und als Hauptquartier des Frontier Nursing Service diente.

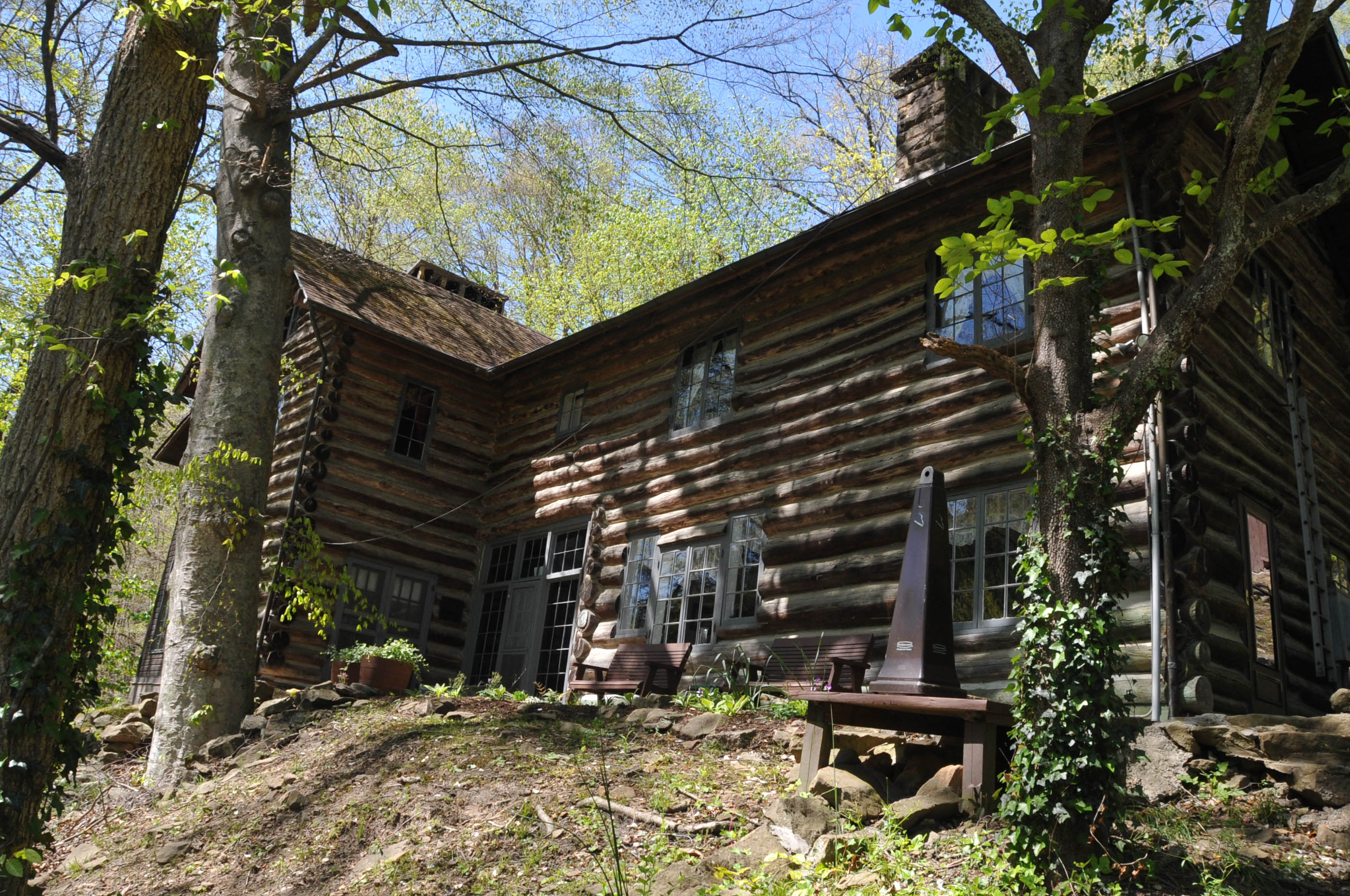
Das Big House, das in Wendover gebaut wurde, um den Frontier Nursing Service zu starten

Der Dienst wurde mehrere Jahre lang vollständig aus Breckinridges persönlichen Mitteln finanziert. Um das Fehlen zuverlässiger Straßen oder Transportmittel auszugleichen, wurde der Dienst um einen Arzt und ein zentrales Krankenhaus mit Außenposten erweitert. Das Hyden Hospital and Health Center wurde 1928 eröffnet, gefolgt von neun Außenposten-Pflegezentren in Leslie County und in Clay County, Kentucky.

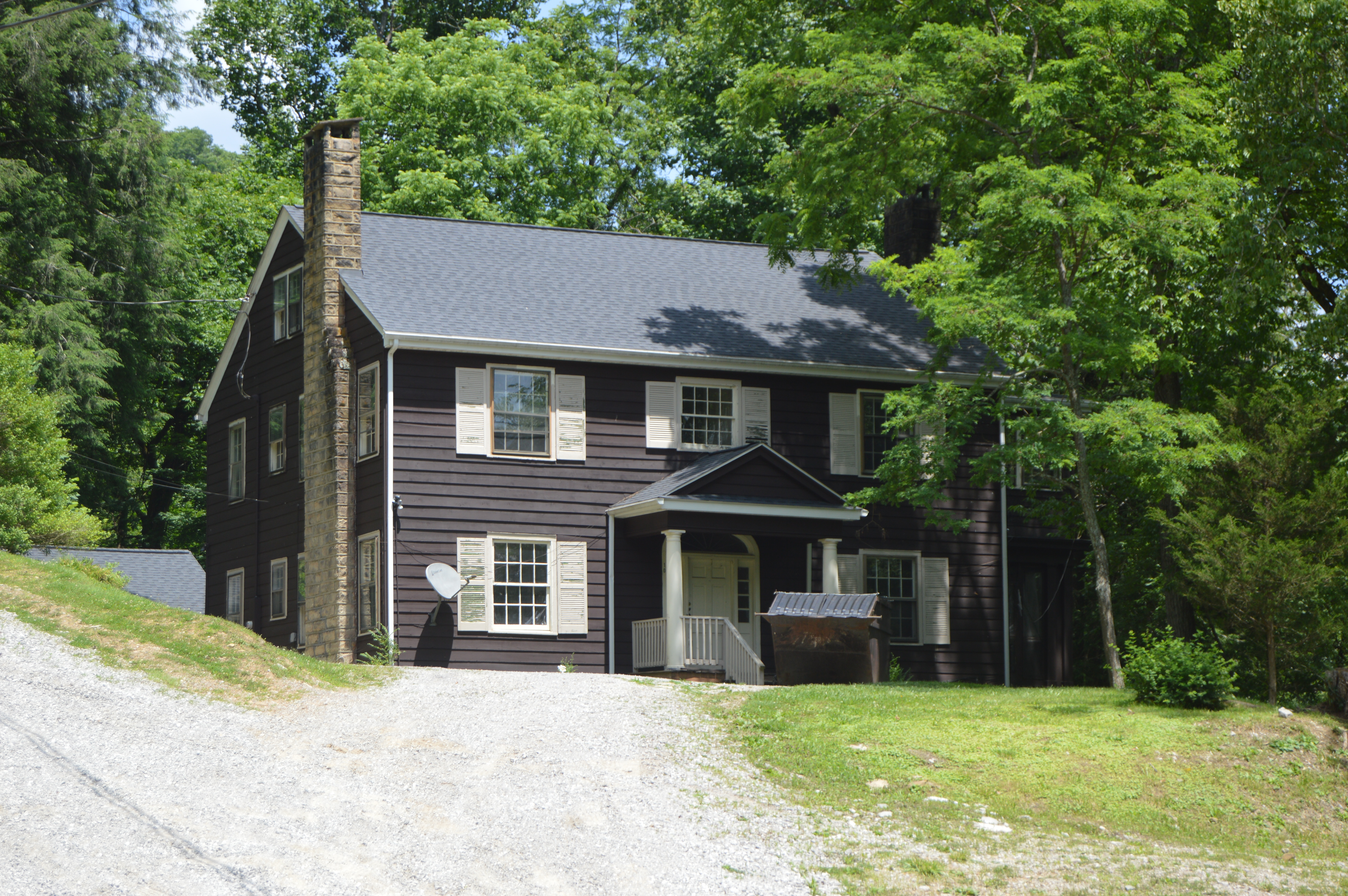
Eines der Gebäude auf dem Campus der Frontier Nursing University in Hyden, Kentucky, USA. Der Campus ist im National Register of Historic Places als historisches Viertel aufgeführt

Da es in den Bergen keine zuverlässigen Straßen gab, nutzten die Krankenschwestern zum Transport  Pferde und Maultiere und wurden bald Krankenschwestern zu Pferd genannt. Innerhalb von fünf Jahren hatte der FNS mehr als 1000 Familien in einem ländlichen Gebiet von mehr als 700 Quadratmeilen erreicht und die Mitarbeiter des FNS bildeten die Organisation, die zur American Association of Nurse wurde. Breckinridge leitete die Mittelbeschaffung und die Öffentlichkeitsarbeit, die notwendig waren, um das Wachstum des Dienstes aufrechtzuerhalten.
Als Breckinridge nach einem neuen Weg zur Förderung der FNS suchte, entschied sie, dass ein Kinofilm die moderne Möglichkeit sei. Der Film The Forgotten Frontier wurde von ihrer Cousine Marvin Breckinridge Patterson geschrieben, produziert und inszeniert. Die Personen in dem Film waren echte FNS-Krankenschwestern und ihre Patienten, und die meisten von ihnen spielten in Szenen, die ihre eigenen Geschichten erzählten. Der Film wurde 1931 in New York City uraufgeführt und lief bis 1939.
Nach Ausbruch des Zweiten Weltkriegs konnte Breckinridge keine amerikanischen Krankenschwestern mehr nach Großbritannien zur Ausbildung schicken und es wurde als die erste ihrer Art in Amerika die Frontier School of Midwifery and Family Nursing eröffnet.
Mary Breckinridge leitete 37 Jahre lang den Frontier Nursing Service, bis sie 1965 im Alter von 84 Jahren starb, nachdem sie an Leukämie erkrankt war und einen Schlaganfall bekommen hatte.
Bis dahin hatte der FNS fast 58.000 Patienten behandelt und über 14.500 Babys zur Welt gebracht, wobei 11 Mütter starben. Die Frontier Graduate School of Midwifery wurde zur Frontier Nursing University und bietet weiterhin Ausbildungen für professionelle Hebammen an.

## Ehrungen
- Medaille Reconnaissance Francaise
- 1952: Kentuckian of the Year, Kentucky Press Association
- 1975: Einweihung des Mary Breckinridge Hospital[7]
- 1982: Aufnahme in die Hall of Fame der American Nurses Association
- 1995: Aufnahme in die National Women’s Hall of Fame[8]
- 1998 ehrte sie der United States Postal Service mit einer 77¢ Great Americans Series Briefmarke[9]
- 2010:  Mary Breckinridge-Marker, ein Reiterstandbild und die Mary Breckinridge Plaza in Hyden[10][11]

## Veröffentlichungen
- A Story of the Frontier Nursing Service. University Press of Kentucky, 1981, ISBN 978-0-8131-0149-1.
- Breckie, His Four Years (Classic Reprint): 1914–1918. Forgotten Books, 2018, ISBN 978-1-397-93062-0.